# Яромир Томечек
Яромир Томечек (чеськ. Jaromír Tomeček; 30 вересня 1906, Кромержиж — 15 липня 1997, Брно) — чеський письменник.

## Діяльність
Народився в сім'ї Яна Томечека, кравця з Кромержижа, та його дружини Анни. 
Закінчивши в 1925 році гімназію Кромержиж, він вивчав право, але не закінчив його, потім був нотаріусом Закарпатті, зокрема в 1928 р. у селі Дерцен. В цей час він працював у "Lidové noviny". 
У 1939 році він повернувся в Моравію і став чиновником у Брно. 
5 червня 1930 р. він одружився з Оленою Кяцовою у Словаччині. 
У 1942 р. був направлений на примусові роботи до Німеччини. 
Після Другої світової війни закінчив юридичний факультет (1947), потім став співробітником регіонального управління. З 1954 року працював редактором у журналі Host do domu, до 1962 року, коли став професійним письменником.

### Творчість
- Vuí se směje, 1944
- Stříbrný lipan, 1944
- Divní, 1946 tento román lze v jeho tvorbě označit za výjimečný, protože ústředním tématem zde není příroda
- Les u řeky, 1956
- Věčný hvozd, 1956
- Zelená ozvěna, 1959
- Předjitřní setkání, 1962 tento román lze v jeho tvorbě označit za výjimečný, protože ústředním tématem zde není příroda
- Admirál na Dyji, 1962
- Zemí révového listu, 1964
- Neklid, 1965
- Vlka živí nohy, 1965
- Prales nekvete růžemi, 1967
- Marko, 1968
- Doteky ticha, 1971
- Závaží času, 1972
- Život zvířat, 1974
- Divotvorné lovy, 1974
- Lovy beze zbraní, 1976
- Psí hlas, 1979 (Mladá fronta - Edice 13)
- Jenom vteřiny, 1980
- Zlatá mandragora, 1990
- Budiž světlo, 1994
- Světlo do tlam, 2009